# Istenszülő elszenderedése fatemplom (Álun)
Az áluni Istenszülő elszenderedése fatemplom műemlékké nyilvánított épület Romániában, Hunyad megyében. A romániai műemlékek jegyzékében a  HD-II-m-B-03239 sorszámon szerepel.